# Ужгород
Ужгород или Унгвар (до 10 септември 1919 г. и от 1938 до 1945 г. официално на немски и унгарски Ungvár, варианти Hungvar, Ongvar, Hung Vára, 1919 – 1938 официално на чешки и словашки Užhorod, от 1945 официално на руски Ужгород, от август 1991 г. официално на украински Ужгород, неофициално от 20 век на: полски Użhorod, на румънски Ujgorod/Ujhorod) е град в Украйна, разположен на река Уж (Ung, Hung, Ong). Административен център на Закарпатска област. Градът е разположен на самата словашко-украинска граница, на 1 км от ГКПП Вишне Немецке.

## История
Тук са открити находки още от ранния палеолит (100 000 г. пр. Хр.) също и от бронзовата и желязната епохи има археологически доказателства за обитаване. При Великото преселение на народите има присъствие на участвали в това движение племена, като накрая белите хървати и авари усядат тук. Средновековното селище на „крепостния хълм“, където и днес е замъкът на Ужгород, възниква в VIII век. В началото на Х в. е завладян от маджарите, X-XI в. e силно влиянието на Киевска Рус, след което унгарската доминация над местното население и района е окончателно наложена, завладяването на Трансилвания от унгарците продължава и в XIII в., след падането на Унгария под османско владичество унгарската корона става част от Австрийската империя и от 1526 районът е в нейните граници, от 1867 в Австро-Унгария, от 10 септември 1919 г. по Трианонския договор е в Чехословакия, от 2 ноември 1938 по Виенската спогодба в Унгария, на 27 октомври 1944 тук влизат съветски войски и е отнет от Унгария, от 29 юни 1945 по спогодба с Чехословакия е присъединен заедно със Закарпатието от СССР, след разпадането му от август 1991 е в Украйна.
Първото неособено сигурното споменаване на града е от 872 г., много по-ясно е това от 903 г., а като първостепенен град Хунгвар за пръв е споменат от Ал-Идриси в 1154 г.
Градът е неголямата, но значима крепост Хунг (Онг). Градището в днешния Ужгород на Крепостния хълм е служило не само за резиденция на правителите и административен център за славяните от горното течение на Тиса, в крепостта е намирало защита и населението, уповавайки се на силната стража, носеща патрулна служба за предотвратяване вражеските нашествия над жителите на околните поселения. Археолозите намират тук мечове и наконечници на копия, бойни доспехи. Шимон Кезаи – придворният нотариус на унгарския крал Вадислав IV съобщава, че укреплението на замъковия хълм е известно от 872 г. Построено е като останалите по-важни в областта с външна палисада и цитадела зидана от груб камък на хоросан от цялото население включително жените, децата и старите селяни. Какво е било градището днес може да се предполага, защото точно върху него е изградена настоящата крепост-замък, при което напълно е разрушена старинната част на укрепленията.
През 1086 г. градът е нападнат от куманите водени от Хан Кутеш (Кутеск), но нападението е удържано и те не успявят да превземат явно здравата крепост.
В 1241 г. крепостта е превзета и опожарена от татарите, водени от Бату хан. В 1248 г. по нареждане на унгарския крал Бела IV крепостта е изградена наново. В 1320 г. от новите господари на които е дадена от краля – италианските графове Другети от Неапол, които го владеят 360 години, на нейното място е построен новият замък. След прогонването на турците с превземането на Будапеща от австрийците и Битката при Мохач в 1687 г. градът и областта, част от Австрийската империя става арена на борби на католици и протестанти за надмощие над съхранилото се в значителен брой православно население тук. В 1646 г. в резултат натиска на управляващите тук графове Другети и католиците от 63 (от всичките 600 до 800) православни свещеника в Мукачевска (Унгварска) епархия е провозгласена Ужгородската уния, дала начало гръкокатолицизма (униятство с византийски обред) в Закарпатието, но той успява да се наложи окончателно тук чак в 1735 г., когато в Хусткия замък е мъчен до смърт последният до 1949 г. православен епископ Доситей. След Втората световна война с присъединяването към СССР православната епархия е възстановена и понастоящем има немалка източноправославна община. Укрепленията многократно са преустройвани, включително след войните в 1703 – 1711 г., които са заличили напълно средновековния строеж на крепостта. От 1947 г. замъкът е музей.
От Ранното средновековие е запазен забалежителният храм Св. Ана, известен като Ротондата на горянитев близкото до цитаделата старо славянско-русинско село, чиито жители са планинците горяни (днес то е градски квартал). Най-старите ѝ части са от IX в., строени са по българо-византийски начин с клетъчна зидария, а запазените фрески са от XI-XIV в., днес тя вследствие по-късните пристроени части и покрив е придобила външно донякъде романо-готически силует и фасада от XVIII в.
Настоящото име на Ужгород, е изкуствено измислено в средата на XIX в. от патриотично настроени местни русини и словаци, но не успява да се разпространи в употреба, докато не е въведено по административен път с присъединяването на града към Чехословакия при образуването ѝ след края на Първата световна война. Столетия – от Х в. чак до 10 септември 1919 г. и от 2 ноември 1938 до 29 юни 1945 г. (фактически до 27 октомври 1944, когато съветската армия влиза тук) – града, крепостта и областта носят единствено старото си вече унгаризираното име Хунг-вара, нем. Унгвар (Ungvar, Hung Vára, Castrum Hung, произнасяно като Хунгвар, Онгвар, Унгвар, Хунгбар, Хугвар и пр.).

## Демография
- В 1910 г. града е с 16 919 жители, от които:
  - унгарци – 13 590
  - словаци – 1219
  - немци – 1151
  - русини-рутении – 641.

Римокатолиците са 5481, гръко-католиците 4473, израилтяните 5305.
- В 1930 г. населението на града е 27 000 души:
  - чехи и словаци – 8030
  - русини-рутени – 6260
  - евреи – 5897
  - унгарци – 4499

плюс немци, поляци и цигани. 
- Според преброяването в 2001 г.[5] населението на Ужгород е 115 600 души:
  - украинци и русини-рутени – 89 900 (77,8%)
  - руснаци – 11 100 (9,6%)
  - унгарци 8000 (6,9%)
  - словаци 2500 (2,2%)
  - цигани 1700 (1,5%).
- В 2011 г. населението е 116 304 души.

## Транспорт
През града преминава транспортен европейски коридор номер 5. На запад от града е основна пътна до гранично-пропускателен пункт в Словакия. Тук се намира и Международното летище Ужгород. Селището е важен пътен и железопътен възел. Градският транспорт е разработен на средно ниво.

## Побратимени градове
Ужгород е побратимен град с:
- Бекешчаба (на унгарски: Békéscsaba), Унгария
- Дармщат (на немски: Darmstadt), Германия
- Каяни, Финландия
- Корвалис (на английски: Corvallis), Орегон, САЩ
- Кошице (на словашки: Košice), Словакия
- Кросно, Полша
- Михаловце (на словенски: Michalovce), Словакия
- Москва, Русия
- Ниредхаза (на унгарски: Nyíregyháza), Унгария
- Орел, Русия
- Пула (на хърватски: Pula), Хърватия
- Хорсенс, Дания
- Ческа Липа, Чехия
- Ярослав, Полша